# Niterói Rugby
Le Niterói Rugby Football Clube est un club omnisports brésilien basé à Niterói dans l'État de Rio de Janeiro au Brésil. La section de rugby à XV participe actuellement au plus haut niveau du Championnat brésilien de rugby à XV.

## Histoire
Le club a été fondé en 1973. Le 10 décembre 1973 se tint une réunion qui déboucha sur la fondation du Niterói Rugby Football Clube et son affiliation immédiate à la Associação Brasileira de Rugby.
En tant que nouvelle équipe, son inscription fut acceptée en 2e division (Divisão de Acesso) l'équipe étant constituée de joueurs issus du club de Rio Cricket et d'élèves de l'école de Niterói. en fin d'année de 1974 le Niterói Rugby a été sacré champion de 2e division, gagnant le droit de joueur au plus haut niveau en 1re division, statut qu'il a toujours préservé jusqu'à ce jour, évoluant toujours parmi les meilleures équipes du Brésil.
Dès 1975, il termine 3e de 1re division.
En 1976, c'est la consécration et le 1er des 6 titres de champion du Brésil.
À compter de 1976, le club termine 6 fois à la première place et 11 fois à la seconde.
Depuis ce club a créé une section de handball et une section de pôle aquatique.

## Principaux palmarès
Séniors hommes :
- Championnat brésilien de rugby à XV 6 fois (1976, 1979, 1983, 1984, 1986, 1990)
- Coupe de Brésil 1 fois (2004)
- Championnat de l'État de Rio de Janeiro 15 fois (1978, 1979, 1981, 1982, 1983, 1984, 1985, 1986, 1987, 1988, 1989, 2005, 2006, 2007, 2008)

Séniors femmes :
- Circuit brésilien de rugby à sept 1 fois (2008/09)

Juniors hommes :
- Championnat de l'État de Rio de Janeiro 3 fois (2004, 2006, 2007)